# 阿瓜多西
阿瓜多西是巴西圣卡塔琳娜州的一个市镇。总面积1311平方公里，总人口6882人，人口密度5.2人/平方公里。